# Лайтоллер, Чарльз
Чарльз Герберт Лайтоллер (англ. Charles Herbert Lightoller; 30 марта 1874, Чорли, Ланкашир, Северо-Западная Англия, Британская империя — 8 декабря 1952, Лондон, Великобритания) — английский моряк, коммандер, кавалер креста «За выдающиеся заслуги» и других наград. Был вторым помощником капитана на борту «Титаника» и самым старшим по званию офицером, выжившим в кораблекрушении. Руководил эвакуацией людей с левого борта. Во время Первой мировой войны был награждён за отвагу. Позже, будучи уже морским офицером в отставке, был повторно отмечен наградой за участие в эвакуации союзных войск из Дюнкерка.

## До «Титаника»

### Начало морской карьеры
Чарльз Лайтоллер родился в небольшом торгово-промышленном городке в Ланкашире, Англия. Мать умерла вскоре после его рождения, отец, к тому времени как Чарльзу исполнилось 13 лет, устроил сына на фабрику по переработке хлопка и отправился в Новую Зеландию. Чарльза не привлекала тяжёлая фабричная работа, и он устроился юнгой на судно Примроуз Хилл. В 21 год, обойдя под парусами половину мира, пережив кораблекрушение, пожар в открытом море и сильнейший циклон — Лайтоллер получил удостоверение помощника капитана и перешёл из парусного флота в пароходный. Следующие три года он служил в королевском почтовом флоте Африки, где чуть не умер от тяжёлого приступа малярии.
После этого он на время покинул морскую службу ради того, чтобы поучаствовать в золотой лихорадке на Клондайке. Однако дело не выгорело, и ему приходилось перебиваться случайными заработками. Безбилетником на товарных поездах ему удалось пересечь Канаду и, устроившись ковбоем, добраться-таки обратно в Англию, где он снова продолжил морскую карьеру, устроившись в Уайт Стар Лайн.

### Инцидент в Форте Денисона
В это время в Британском содружестве в самом разгаре была вторая англо-бурская война, в которой активное участие принимали солдаты из Австралии. Так как это был первый конфликт, в котором принимала участие теперь уже независимая Австралия, всё внимание нации было приковано к Южной Африке. В этой неспокойной ситуации особо заметной оказалась шутка, автором которой был Лайтоллер с товарищами. В 1900 году судно Медик, на борту которого служил в то время Чарльз, пришвартовалось в порту Сиднея. Узнав о том, сколько внимания уделялось южноафриканскому конфликту, Лайтоллер и ещё четыре матроса решили разыграть местное население. Рано утром на небольшой лодочке они подгребли к Форту Денисон в гавани Сиднея и незаметно подвесили самодельный флаг буров на громоотвод крепости. Зарядив крепостную пушку большим количеством пороха и разной трухой, они зажгли длинный, пятидесятифутовый фитиль и незаметно скрылись. Резкий взрыв ранним утром и флаг противников вызвал панику в городе, местные газеты требовали судить проказников, парламент Нового Южного Уэльса даже поднимал вопрос о повышении обороноспособности гавани, однако хватило возмещения ущерба и публичного извинения от Уайт Стар Лайн. Но, как оказалось, это не стало концом карьеры Чарльза Лайтоллера, в некотором смысле даже наоборот: за то, что он сам взял ответственность за инцидент на себя лично и не согласился выдать соучастников, он был переведён на северо-атлантические линии, что можно было рассматривать как повышение.

## На «Титанике»

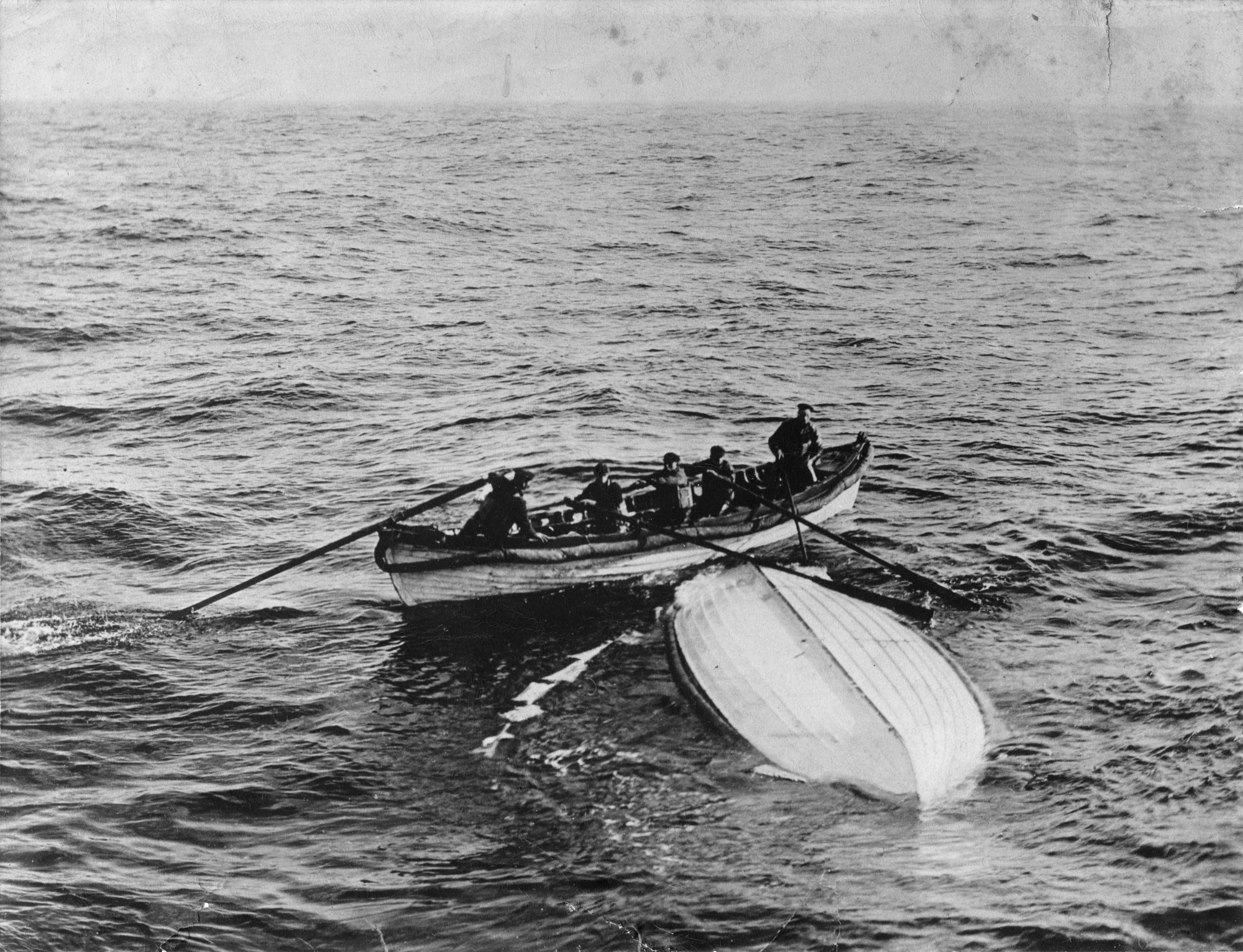
Лайтоллер спасся на борту спасательной шлюпки

Проработав несколько лет на судах «Маджестик» и «Океаник», Чарльз зарекомендовал себя способным моряком и продвинулся по службе от третьего до первого помощника. В это время к своему первому плаванию готовился новый пассажирский лайнер — «Титаник». Чарльз был приглашён первым помощником на время испытательных плаваний, а позже, из-за перестановки в экипаже, он утверждается на должность второго помощника.

### В ночь крушения
В ночь на 15 апреля 1912 года, Чарльз Лайтоллер нёс последнюю вахту перед столкновением с айсбергом. В назначенный час его сменил Уильям Мёрдок, но в тот момент, когда Чарльз уже ложился спать, в 23:40 он почувствовал резкий удар. Вскоре он вместе с другими офицерами был вызван на мостик и узнал судьбу судна. 
Он сразу приступил к эвакуации пассажиров с левого борта, очень тщательно придерживаясь правила «сначала женщины и дети», в результате чего множество мест в шлюпках оказались незаняты, так как желающих покидать кажущийся более безопасным «Титаник» в первые минуты крушения было мало, и Лайтоллер отправлял шлюпки полупустыми, не позволяя садиться в них мужчинам. Мужчины садились в шлюпки на левом борту, только если нужны были гребцы. В какой-то момент он даже пригрозил оружием занявшим лодку мужчинам. Спасательных шлюпок заметно не хватало, и Чарльз с другими офицерами отправились за лёгкими складными шлюпками Коллапсибл системы Эндельгарда. В тот момент, когда Лайтоллер освобождал складную шлюпку B, «Титаник» резко стал уходить под воду. Спрыгнув с корабля, Чарльз вначале инстинктивно направился в сторону марса, торчавшего из воды, но вспомнив, что находиться рядом с кораблём в то время, как он тонет, опасно, попытался отплыть в сторону. Чудом избежав засасывания в вентиляционную шахту, он доплыл до складной шлюпки B, которая плавала вверх дном. 
Оторвавшаяся и упавшая в океан рядом с ним труба «Титаника» отогнала шлюпку дальше от тонущего судна и позволила ей оставаться на плаву. Всего на перевёрнутой шлюпке оказалось 30 человек, Лайтоллер смог организовать их сесть таким образом, чтобы балансировать, для того, чтобы шлюпка не потонула. Это были последние спасённые пассажиры «Титаника», Лайтоллер помогал поднимать пассажиров и сам взошёл на борт последним. К рассвету их подобрали шлюпки с корабля «Карпатия», к тому времени на Коллапсибл Б оставалось уже 27 человек.

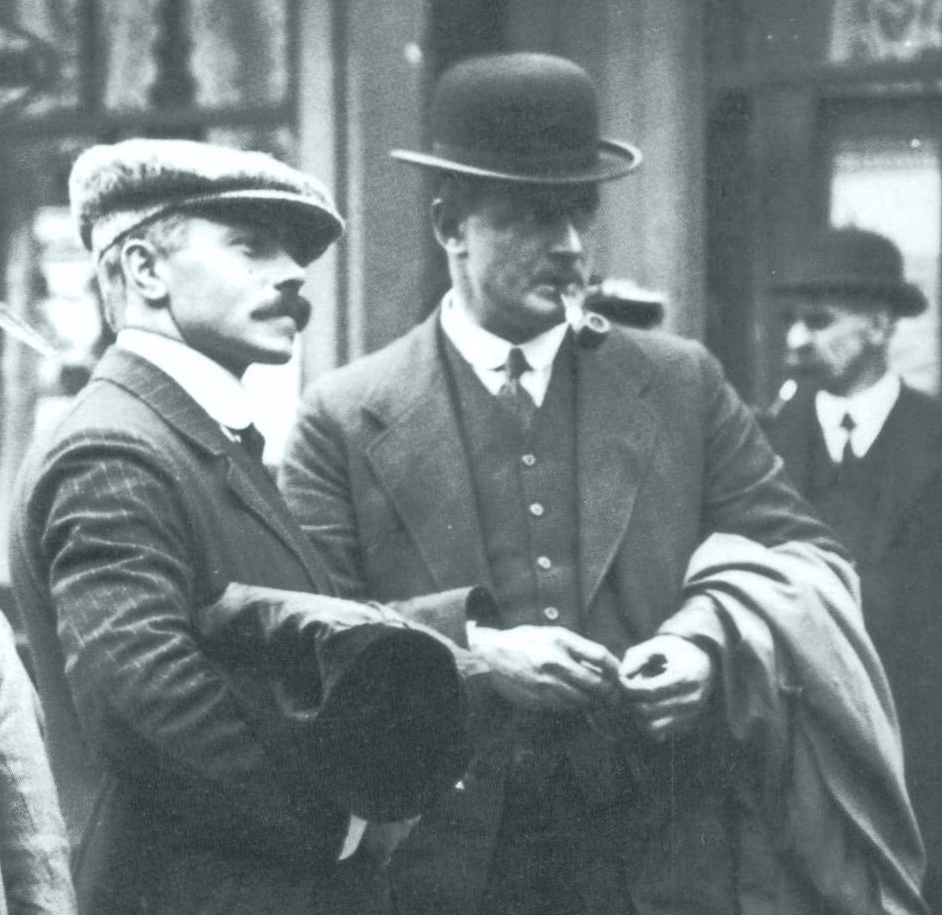
Лайтоллер (справа) и третий офицер Герберт Питман

## После катастрофы

### Показания
Как старший по званию среди выживших Лайтоллер был основным свидетелем во время обоих расследований — в Великобритании и в США. Он стоял на позиции невиновности «White Star Line». По его словам — более спокойного моря он не видел в жизни, очень сложно было увидеть приближающийся айсберг без белых бурунов у его основания.
Лайтоллер предложил рекомендации по результатам этой катастрофы. Количество шлюпок, которое раньше рассчитывалось по тоннажу корабля, теперь предлагалось считать по количеству пассажиров и членов экипажа на борту. Кроме того, Лайтоллер рекомендовал проводить время от времени тренировки по использованию спасательных шлюпок и в целом проводить инструктаж о том, к каким шлюпкам приписан тот или иной пассажир. Круглосуточная радиосвязь с каждым судном и постоянное транслирование сигналов об опасных, с точки зрения погодных условий, районах тоже стали общим правилом по завершении расследования катастрофы «Титаника».

### Первая мировая война
По завершении расследований, в 1913 году, Лайтоллер вернулся в «Уайт Стар Лайн» первым офицером на корабле «Океаник». В августе 1914 года, после начала Первой мировой войны, «Океаник» был переоборудован во вспомогательный крейсер, а Лайтоллер получил звание лейтенанта ВМФ Великобритании. Основной задачей «Океаника» было патрулирование морской зоны вокруг Шетландских островов. Но «Океаник» был слишком велик для этой акватории и в итоге сел на мель недалеко от острова Фула. Лайтоллер в тот момент опять отдыхал в своей каюте, и снова ему пришлось аврально принимать командование эвакуацией. Через три недели «Океаник» разломился и окончательно затонул во время шторма.
Чарльз Лайтоллер был переведён на корабль «Кампания» — пассажирский лайнер, переоборудованный в один из первых авианосцев, где работал рекогносцировщиком на одном из самолётов. В июне 1915 года, во время манёвров неподалёку от Исландии, Чарльз Лайтоллер был на борту единственного самолёта, сумевшего подняться в воздух — первого в мире морского самолёта, сумевшего засечь флот «противника».
К рождеству 1915 года Лайтоллер, наконец, сам стал капитаном судна — торпедной лодки HMTB 117. В июле 1916 года Чарльз командовал успешной атакой на дирижабль Zeppelin L31, за что был награждён крестом «За выдающиеся заслуги» и продвижением по службе до капитана эскадренного миноносца «Фэлкон». Правда, в апреле 1918 года из-за случайного столкновения с траулером «Фэлкон» затонул. Вновь Лайтоллер был разбужен по тревоге и был вынужден заниматься эвакуацией экипажа, как и ровно 6 лет назад.
По прибытии в порт, Лайтоллер вновь был назначен капитаном, в этот раз эсминца «Гэрри». В июле 1918 года «Гэрри» провёл успешный таран немецкой подводной лодки UB-110, правда в процессе тарана нос эсминца серьёзно пострадал и кораблю пришлось возвращаться около ста миль в порт задним ходом. За это столкновение Лайтоллер был награждён вторым крестом «За выдающиеся заслуги» и повышением до lieutenant-commander (соответствует капитану 3-го ранга).

### Отставка
К концу Первой мировой войны он дослужился до звания коммандера, но, вернувшись в «White Star Line», Лайтоллер с сожалением узнал, что политика компании изменилась и, чтобы поскорее забыть катастрофу «Титаника», офицеров с него старались держать на запасных позициях. В связи со сложившейся ситуацией Чарльзу Лайтоллеру пришлось подать в отставку после более чем двадцатилетней службы.

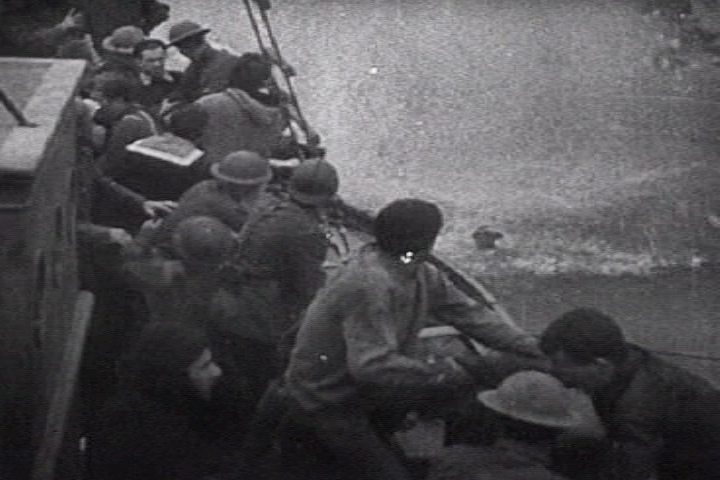
Эвакуация английских солдат из Дюнкерка

Во времена великой депрессии ему пришлось заниматься самыми разными делами, от спекуляции с недвижимостью до разведения цыплят. В то же время он издал биографическую книгу «Титаник и другие корабли» (англ. Titanic and Other Ships). Но совсем отказаться от мореплавания он тоже не мог и купил, а затем переоборудовал личную яхту «Сандауэр». Во время Второй мировой войны 66-летний Лайтоллер вызвался помочь в эвакуации союзных войск из Дюнкерка и смог спасти 130 человек, притом что яхта не вмещала больше 21-го. После Дюнкерка Лайтоллер вызвался служить во флоте, но Королевский флот Великобритании поставил его в резерв, в Управление малых судов.

### На пенсии
В 1946 году, в возрасте 72 лет, Лайтоллер был демобилизован, после чего занялся изготовлением катеров для лондонской речной полиции. Чарльз Лайтоллер скончался 8 декабря 1952 года в возрасте 78 лет во время великого смога в Лондоне. Был кремирован в крематории Мортлэйк, Лондон. Яхта «Сандауэр» и некоторые личные вещи помещены в музей Рамсгэйт.

## Семья
В 1903 году, во время рейса в Сидней, он встретил будущую жену, с которой прожил 49 лет. У них было пятеро детей, младший сын — Брайан, пилот Королевских военно-воздушных сил Великобритании, погиб во время воздушного налёта на Вильгельмсхафен, в первые дни войны. Старший сын, Роджер — погиб во Франции в последние недели войны.